# Yuhok
Yuhok (유혹?, lett. Seduzione; titolo internazionale Temptation) è una serie televisiva sudcoreana trasmessa su SBS dal 14 luglio al 16 settembre 2014.

## Trama
Cha Seok-hoon è un uomo ingenuo cresciuto in un villaggio rurale nella provincia di Gangwon. Nonostante la difficile situazione economica della sua famiglia, la sua intelligenza è riuscita a fargli ottenere un posto nella migliore università del paese, e Seok-hoon accetta ogni genere di lavoro part-time per pagare la retta. Un giorno, Seok-hoon incontra Na Hong-joo, una ragazza di umili origini rassegnata a vivere una vita infelice: la coppia si sposa, e Hong-joo diventa una moglie dolce e comprensiva, disposta a sacrificarsi e scendere a compromessi. Tuttavia, Seok-hoon si ritrova con un debito enorme da pagare a causa di un'iniziativa imprenditoriale fallita intrapresa con un socio.
Yoo Se-young è l'erede di un hotel, destinata fin da piccola a prenderne le redini al posto di suo padre. Donna d'acciaio stacanovista e testarda, non ha nessun interesse nell'amore o nel matrimonio, e in passato ha rifiutato Kang Min-woo, un amico di famiglia. Min-woo ha ogni cosa che potrebbe desiderare, affronta la vita con la filosofia che si dovrebbero avere cento facce diverse per cento donne diverse, e si è sposato solo perché era un requisito per ereditare.
Durante un viaggio d'affari a Hong Kong, Se-young incontra Seok-hoon e Hong-joo, e, per divertirsi, fa loro un'offerta: in cambio del denaro per pagare i debiti di Seok-hoon e salvarlo dalla prigione, chiede di passare quattro giorni con lui. Seok-hoon decide di accettare, ma il suo strano rapporto con Se-young compromette presto il suo matrimonio e, al ritorno in Corea, non fidandosi più l'uno dell'altra, lui e la moglie divorziano. Intanto, Se-young scopre di essersi innamorata di Seok-hoon.

## Personaggi

### Personaggi principali
- Cha Seok-hoon, interpretato da Kwon Sang-woo
- Yoo Se-young, interpretata da Choi Ji-woo
- Kang Min-woo, interpretato da Lee Jung-jin
- Na Hong-joo, interpretata da Park Ha-sun

### Personaggi secondari
- Yoo Se-jin, interpretata da Kim So-young
- Jung Yoon-seok, interpretata da Hong Yeo-jin
- Choi Seok-gi, interpretato da Ju Jin-mo
- Yoo Dal-ho, interpretato da Kim Sung-kyum
- Jo Young-chul, interpretato da Kim Tae-hoon
- Na Hong-gyu, interpretato da Lee Jung-shin
- Na Shi-chan, interpretato da Choi Il-hwa
- Park Han-soo, interpretato da Ahn Se-ha
- Roy, interpretato da Jo Hwi-joon
- Han Ji-sun, interpretata da Yoon Ah-jung
- Kang Yoon-ah, interpretata da Kim Ji-young
- Kang Sung-ah, interpretata da Heo Jung-eun
- Kim Doo-hyun, interpretato da Choi Hyun
- Im Jung-soon, interpretata da Jung Hye-sin
- Jenny, interpretata da Fei
- Tina, interpretata da Maria Cordero
L'amica di Jenny.

## Ascolti
| Episodio | Data di trasmissione | Dati TNMS           | Dati TNMS                  | Dati AGB            | Dati AGB                   |
| Episodio | Data di trasmissione | A livello nazionale | Area metropolitana di Seul | A livello nazionale | Area metropolitana di Seul |
| -------- | -------------------- | ------------------- | -------------------------- | ------------------- | -------------------------- |
| 1        | 14 luglio 2014       | 9,6%                | 11,9%                      | 7,6%                | 8,6%                       |
| 2        | 15 luglio 2014       | 8,3%                | 10,3%                      | 8,0%                | 9,1%                       |
| 3        | 21 luglio 2014       | 8,2%                | 9,9%                       | 9,0%                | 10,3%                      |
| 4        | 22 luglio 2014       | 8,4%                | 10,8%                      | 8,3%                | 9,3%                       |
| 5        | 28 luglio 2014       | 8,8%                | 10,5%                      | 9,0%                | 9,3%                       |
| 6        | 29 luglio 2014       | 8,5%                | 10,4%                      | 8,9%                | 9,6%                       |
| 7        | 4 agosto 2014        | 6,9%                | 8,7%                       | 8,3%                | 9,3%                       |
| 8        | 5 agosto 2014        | 8,3%                | 10,3%                      | 9,5%                | 10,7%                      |
| 9        | 11 agosto 2014       | 7,2%                | 9,5%                       | 8,6%                | 9,2%                       |
| 10       | 12 agosto 2014       | 7,4%                | 9,6%                       | 8,6%                | 9,3%                       |
| 11       | 18 agosto 2014       | 7,9%                | 9,6%                       | 8,1%                | 9,0%                       |
| 12       | 19 agosto 2014       | 8,3%                | 10,7%                      | 8,8%                | 9,3%                       |
| 13       | 25 agosto 2014       | 8,1%                | 9,8%                       | 9,6%                | 10,6%                      |
| 14       | 26 agosto 2014       | 8,4%                | 10,9%                      | 10,0%               | 10,7%                      |
| 15       | 1 settembre 2014     | 9,3%                | 11,1%                      | 11,3%               | 12,2%                      |
| 16       | 2 settembre 2014     | 8,5%                | 11,0%                      | 10,1%               | 11,4%                      |
| 17       | 8 settembre 2014     | 6,7%                | 8,2%                       | 6,6%                | 7,2%                       |
| 18       | 9 settembre 2014     | 8,1%                | 9,8%                       | 8,3%                | 8,9%                       |
| 19       | 15 settembre 2014    | 7,7%                | 9,6%                       | 8,8%                | 9,7%                       |
| 20       | 16 settembre 2014    | 10,1%               | 12,6%                      | 10,8%               | 11,7%                      |
| Media    | Media                | 8,2%                | 10,3%                      | 8,9%                | 9,8%                       |

## Colonna sonora
1. Temptation Waltz (유혹의 왈츠)
2. You & I (그대 그리고 나) – Lena Park
3. Temptation (유혹) – Eru
4. One Summer Night (Korean Ver.) – Jo Kwon e Fei
5. That Place (그 자리) – Moon Myung-jin
6. Pitiful (불쌍해) – Lucky J
7. Tears Rain (눈물비) – Seo Young-eun
8. One Summer Night (English Ver.) – Jo Kwon e Fei
9. Without U – Danny Jung
10. Dream (꿈)
11. Memories
12. Temptation
13. Strong Feelings (강한 감정)
14. Irresistible (거부할 수 없는)
15. Passion (격정)
16. Uneasy Choice (불안한 선택)
17. Temptation Tango (유혹의 탱고)
18. Temptation Nocturne (유혹의 야상곡)

## Riconoscimenti
| Anno | Premio           | Categoria                                                    | Ricevente                   | Risultato   |
| ---- | ---------------- | ------------------------------------------------------------ | --------------------------- | ----------- |
| 2014 | APAN Star Awards | Miglior attrice non protagonista                             | Yoon Ah-jung                | Candidato/a |
| 2014 | SBS Drama Awards | Premio alla massima eccellenza, attore in un drama speciale  | Kwon Sang-woo               | Candidato/a |
| 2014 | SBS Drama Awards | Premio alla massima eccellenza, attrice in un drama speciale | Choi Ji-woo                 | Candidato/a |
| 2014 | SBS Drama Awards | Premio all'eccellenza, attore in un drama speciale           | Lee Jung-jin                | Candidato/a |
| 2014 | SBS Drama Awards | Premio popolarità in internet                                | Kwon Sang-woo               | Candidato/a |
| 2014 | SBS Drama Awards | Premio popolarità in internet                                | Choi Ji-woo                 | Candidato/a |
| 2014 | SBS Drama Awards | Premio miglior coppia                                        | Kwon Sang-woo e Choi Ji-woo | Candidato/a |

## Distribuzioni internazionali
| Paese     | Canale/i             | Prima TV                     | Titolo adottato |
| --------- | -------------------- | ---------------------------- | --------------- |
| Taiwan    | STAR Chinese Channel | 13 novembre-22 dicembre 2014 | 誘惑            |
| Hong Kong | Now 101              | 2015                         | 誘惑            |
| Israele   | Viva                 | 2015-?                       | פיתוי           |
| Filippine | GMA Network          | 11 gennaio-10 marzo 2016     | Temptation      |